# Oblastní rada Golan
Oblastní rada Golan (hebrejsky מועצה אזורית גולן‎ – „mo'aca ezorit Golan“, anglicky Golan Regional Council) je administrativní a samosprávná část izraelského distriktu Sever, která zahrnuje některé izraelské osady na Golanských výšinách, jež Izrael dobyl v roce 1967 během šestidenní války.

## Geografie a dějiny

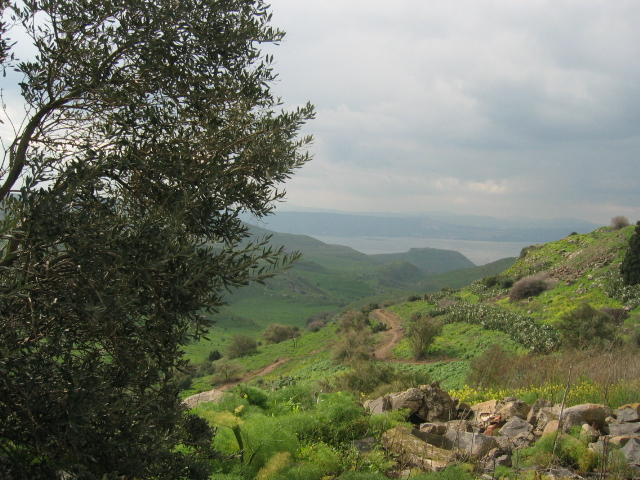
Krajina Golan - výhled na Galilejské jezero

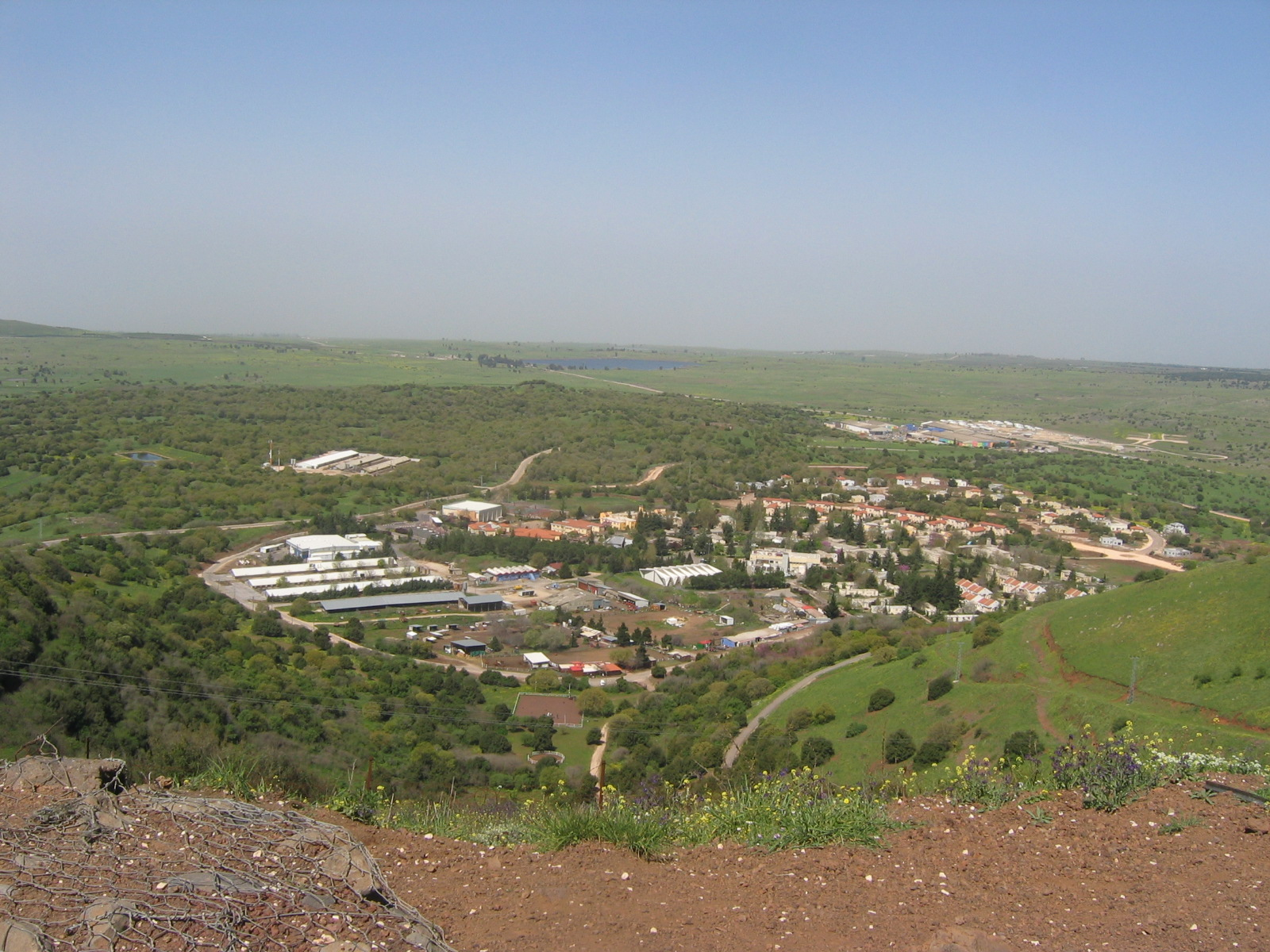
Celkový pohled na vesnici Merom Golan

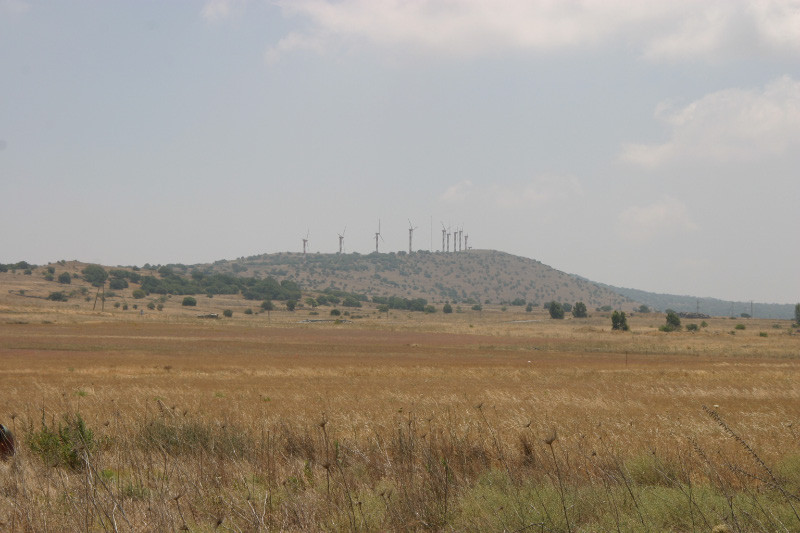
Zemědělsky využívaná krajina na východním okraji Golanských výšin

Oblastní rada sdružuje 32 menších izraelských obcí (osad) v tomto regionu. Sídlem úřadů oblastní rady je město Kacrin, které ale pod jurisdikci oblastní rady samo nespadá, protože má status místní rady (tedy menšího města). Pod oblastní radu také nespadá kibuc Snir, který patří do oblastní rady Horní Galilea, a arabské obce na Golanských výšinách (Buk'ata, Ejn Kinije, Mas'ade a Madždal Šams). Většina zdejších izraelských osad vznikla koncem 60. a během 70. let 20. století.
Oblastní rada Golan byla vytvořena roku 1979. Má velké pravomoci zejména v provozování škol, územním plánování a stavebním řízení nebo v ekologických otázkách.
V roce 1981 Izrael anektoval Golany na základě Zákona o Golanských výšinách a považuje je za integrální součást svého území. V rámci případné mírové smlouvy mezi Izraelem a Sýrií ale nevylučuje předání Golanských výšin pod syrskou suverenitu.

## Seznam sídel v oblastní radě Golan
| - Afik - Alonej ha-Bašan - Ani'am - Avnej Ejtan - Bnej Jehuda - Ejn Zivan - El Rom - Eli-Ad - Gešur - Giv'at Jo'av - Chad Nes | - Chispin - Jonatan - Kanaf - Kela Alon - Kešet - Kfar Charuv - Kidmat Cvi - Ma'ale Gamla - Mejcar - Merom Golan - Mevo Chama | - Natur - Ne'ot Golan - Neve Ativ - Nimrod - Nov - Odem - Ortal - Ramat Magšimim - Ramot - Ša'al |

## Demografie
K 31. prosinci 2014 žilo v oblastní radě Golan 15 100 obyvatel. Židé čítali přibližně 14 700 osob, včetně statistické kategorie „ostatní“, která zahrnuje nearabské osoby židovského původu, ale bez formální příslušnosti k židovskému náboženství. Populace je tak takřka výlučně židovská.
| Rok            | 1983  | 1995  | 2002   | 2003   | 2004   | 2005   | 2006   | 2007   | 2008   | 2009   | 2010   | 2011   | 2012   | 2013   | 2014   |
| -------------- | ----- | ----- | ------ | ------ | ------ | ------ | ------ | ------ | ------ | ------ | ------ | ------ | ------ | ------ | ------ |
| Počet obyvatel | 5 000 | 8 400 | 10 000 | 10 300 | 10 600 | 11 000 | 11 500 | 11 900 | 11 900 | 12 200 | 12 600 | 13 200 | 13 500 | 14 000 | 15 100 |